# Thomas Carl Schwoerer

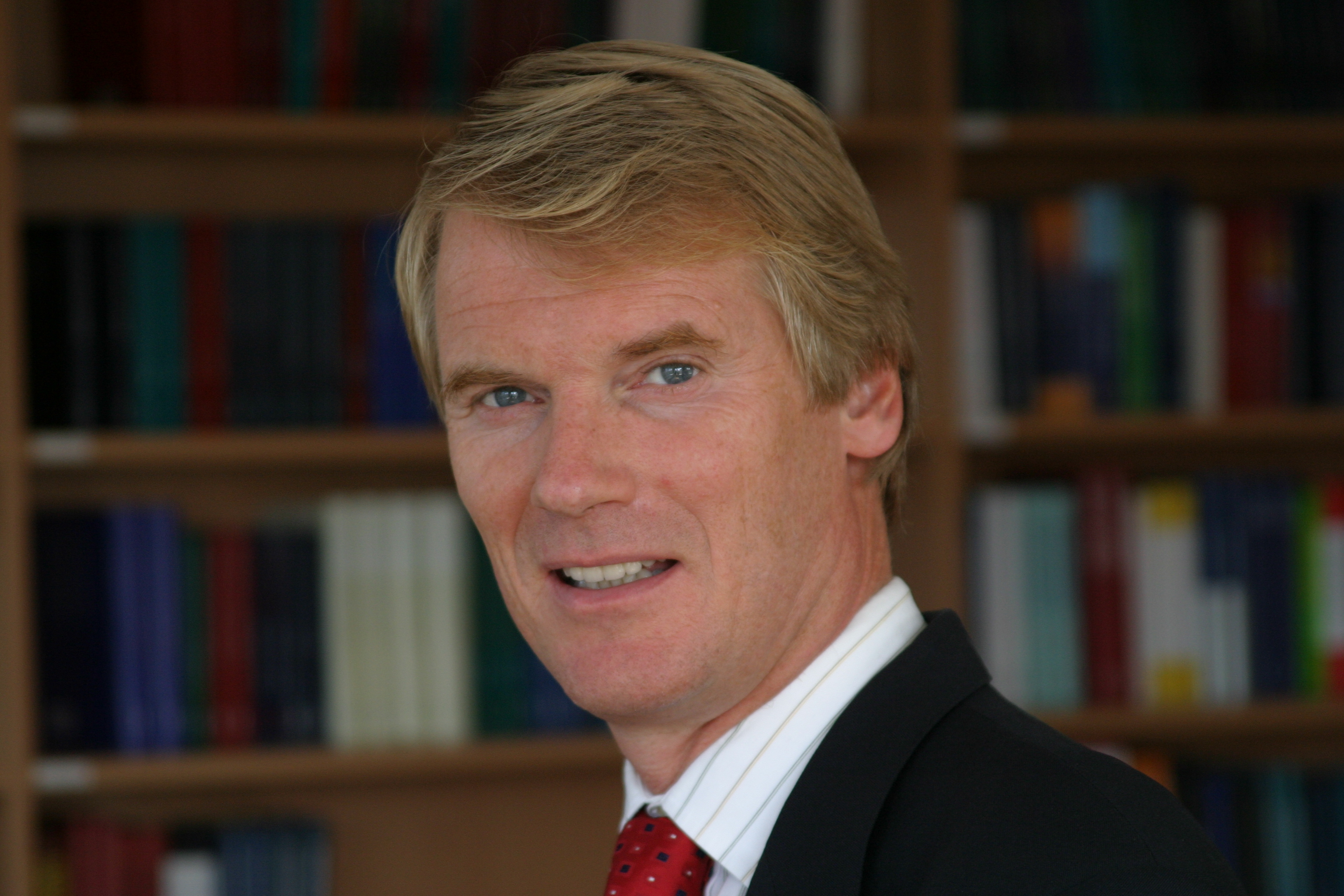
Thomas Carl Schwoerer

Thomas Carl Schwoerer (* 16. Juni 1957 in São Paulo) ist ein deutscher Verleger. Er leitete von 1995 bis 2015 den Campus Verlag, der von seinem Vater Frank Schwoerer gegründet worden war. 2015 verkaufte er seinen fünfzigprozentigen Anteil am Verlag an den Miteigentümer, die Verlagsgruppe Beltz.

## Leben
In São Paulo geboren, verbrachte Thomas Carl Schwoerer seine Kindheit und Jugend in Brasilien und New York. Im Alter von 15 Jahren zog er mit seiner Familie in die Nähe von Frankfurt am Main.
Nach dem internationalen Abitur im Jahr 1976 am Goethe-Gymnasium in Frankfurt studierte er Volkswirtschaftslehre an der Johann Wolfgang Goethe-Universität und finanzierte sich 1983 das Examen als Diplom-Volkswirt mit der Übersetzung des Campus-Longsellers „Wettbewerbsstrategie“ von Michael Porter. Es folgen zwei Jahre als Kredit-Analyst bei der Bank of America, danach ein Praktikum bei Jürgens Buchladen in Berlin und ein Volontariat beim Klett-Cotta Verlag in Stuttgart, bevor er ab 1986 als Lektor das Wirtschaftsprogramm des Campus Verlags ausbaute.
Neben seiner verlegerischen Tätigkeit engagiert sich Thomas Carl Schwoerer seit Jahrzehnten auch ehrenamtlich. Seit 1975 ist er aktiv in der Deutschen Friedensgesellschaft – Vereinigte KriegsdienstgegnerInnen, seit 2006 als einer der Bundessprecher. Er vertritt die DFG-VK in den bundesweiten Bündnissen „Friedensfähig statt erstschlagfähig – Für ein Europa ohne Mittelstreckenwaffen“, dessen Sprecher er seit 2025 ist, und „Stoppt das Töten in der Ukraine!“. Seit 2019 ist er im Koordinierungskreis der Initiative Sicherheit neu denken. 2022 hat er den Bertha-von-Suttner-Friedenspreis für die Jugend mitinitiiert, dessen Jurymitglied er ist. Ab 1975 war er aktiv bei den Deutschen Jungdemokraten, ab 1979 im Liberalen Hochschulverband aktiv.
Er war jeweils drei Jahre lang Vorsitzender des Hessischen Verleger- und Buchhändlerverbandes und Vorstandsmitglied der Arbeitsgemeinschaft Publikumsverlage. Von 1994 bis 2015 gehörte er dem Verleger-Ausschuss und der Abgeordnetenversammlung des Börsenvereins des deutschen Buchhandels an.

## Ehrungen
2001 wurde Thomas Carl Schwoerer von der Fachzeitschrift Buchmarkt als „Verleger des Jahres“ ausgezeichnet. 2007 erklärte ihn der Bundesverband Deutscher Unternehmensberater zum „Manager des Jahres“ und verlieh ihm den „BDU-ManagerAward“. 2017 wurde ihm die Goldene Nadel vom Börsenverein des Deutschen Buchhandels verliehen.

## Veröffentlichungen
- Wie ist nachhaltiger Frieden für die Ukraine zu erreichen? In: Frankfurter Rundschau vom 24. Februar 2025, mit Angelika Wilmen und Simon Bödecker, Volltext.
- Krieg und Frieden 2025. Geopolitische und friedenspolitische Lage und Perspektiven vor der Bundestagswahl - Herausforderungen für die Friedensbewegung. Online-Podiumsdiskussion am 11. Februar 2025, Volltext.
- Ernstfall für Deutschland? Thomas Carl Schwoerer spricht mit dem Brigadegeneral a. D. Dr. Erich Vad. Diskussion in Neu-Isenburg am 29. Januar 2025, Video.
- Friedenspolitik nach der Trump-Wahl. Vortrag in Neu-Isenburg am 24. November 2024, Volltext. Gesamte Veranstaltung Wie geht Frieden? siehe Video.
- Wie geht es weiter in Sri Lanka? Online-Vortrag am 14. November 2024, Video
- Frieden – wie soll das gehen? Podiumsdiskussion in Neu-Isenburg am 26. September 2024 über den Angriffskrieg Russlands auf die Ukraine und die geplante Stationierung von Mittelstreckenraketen in Deutschland. Video.
- Demokratie und Menschenrechte 1848 und heute. Vortrag in Neu-Isenburg am 17. Dezember 2023 über die längerfristigen Folgen der Revolution von 1848 und ihre Parallelen zu unserer heutigen Zeit sowie Lösungswege für Probleme der Gegenwart, Volltext.
- Sicherheit neu denken. Rede auf der Kundgebung Friedlicher Hessentag in Pfungstadt am 10. Juni 2023, Volltext.
- Was kann die Friedensbewegung erreichen? In: Frankfurter Rundschau vom 8. April 2023,  Volltext.
- Rede zum Jahrestag des russischen Angriffskriegs auf die Ukraine auf der Kundgebung in Frankfurt a. M. am 24. Februar 2023, Volltext.
- Der friedenspolitisch richtige Umgang mit den autoritären Regierungen Iran, China und Russland. Online-Vortrag am 31. Januar 2023, Volltext, Video.
- Nicht-militärische Alternativen zur Beendigung dieses Krieges. Rede auf der Kundgebung in Frankfurt a. M. anlässlich des bundesweiten Aktionstages am 19. November 2022, Volltext.
- Sofortiger Waffenstillstand. Über Deserteure und Kriegsdienstverweigerer aus Russland, der Ukraine und Belarus. Beilage zum Freitag vom 14. Oktober 2022, dritte Seite, Volltext (PDF).
- Wollen wir die drittgrößte Militärmacht werden? In: Frankfurter Rundschau vom 8. April 2022, Volltext.
- Rede auf der Großdemonstration gegen den Krieg in der Ukraine und für Frieden und Abrüstung in Frankfurt a. M. am 13. März 2022, Volltext (PDF).
- Wie sich eine Friedenspolitik gegen Terrorismus und Krieg verhalten sollte. In: Friedensforum 5/2021, erschienen am 2. September 2021, Volltext.
- Atomwaffen abschaffen – aber wie? Auf: dfg-vk.de. Eingangsstatement zur Podiumsdiskussion mit meinungsführenden Bundestagsabgeordneten am 23. August 2021.
- Die Lage in Libyen nach dem Berliner Gipfel. Auf: diefreiheitsliebe.de vom 7. Februar 2020.[5]
- Friedenspolitik. Rede vom 20. April 2019 auf dem Odenwälder Ostermarsch.[6]
- Es gab Alternativen zum Kosovo-Krieg. In: Frankfurter Allgemeine Zeitung vom 14. Oktober 2018, Volltext
- Ohne Copyright, als Symbol des Friedens frei für alle. Das Peace-Zeichen wird sechzig Jahre alt: Von Martin Luther King bis zu den VW-Bussen der Woodstock-Fans. In: Frankfurter Allgemeine Zeitung vom 21. Februar 2018, Volltext.
- Mit dem IS verhandeln? Neue Lösungen für Syrien und den Terrorismus. Redline-Verlag, München 2016, ISBN 978-3-86881-652-5.
- Verleger statt Buchfabrikant? In: Rita Galli et al.: Ausgerechnet Bücher. Einunddreißig verlegerische Selbstportraits. Christoph Links Verlag, Berlin 1998, S. 158–162, ISBN 978-3-86153-167-8.

## Belege
1. ↑  Campus-Verleger Thomas Carl Schwoerer wieder mit traditionellem Jahresbericht. Auf: buchmarkt.de vom 27. Januar 2012
2. ↑  Thomas Carl Schwoerer gibt nach 29 Jahren „Lebensinhalt“ seine Campus-Anteile an Beltz ab. Auf: buchmarkt.de vom 6. Februar 2015.
3. ↑  https://www.sicherheitneudenken.de/
4. ↑   https://www.dfg-vk-hessen.de/aktuell/bertha-von-suttner-preis-2025
5. ↑  Die Lage in Libyen nach dem Berliner Gipfel. Auf: diefreiheitsliebe.de vom 7. Februar 2020
6. ↑   Friedenspolitik. Rede vom 20. April 2019 auf dem Odenwälder Ostermarsch. (Volltext)

| Personendaten    | Personendaten          |
| ---------------- | ---------------------- |
| NAME             | Schwoerer, Thomas Carl |
| ALTERNATIVNAMEN  | Schwoerer, Thomas C.   |
| KURZBESCHREIBUNG | deutscher Verleger     |
| GEBURTSDATUM     | 16. Juni 1957          |
| GEBURTSORT       | São Paulo, Brasilien   |